# Berls Maisters
Berls Maisters (* 2. Märzjul. / 15. März 1919greg. in Skaistkalne; † 16. Juni 1998) war ein lettischer Fußballspieler.

## Karriere und Leben
Berls Maisters wurde im Jahr 1919 in Skaistkalne, östlich von Bauska in die Familie von Matus Maisters und seiner Ehefrau Ella (geb. Braude) geboren. Er erhielt eine siebenjährige Schulausbildung und arbeitete später als Verwaltungsbeamter.
Maisters war als Fußballspieler auf der Position des Abwehrspielers für Hakoah Riga in der Virslīga, der höchsten lettischen Spielklasse aktiv. 
Während der deutschen Besatzung Lettlands im Zweiten Weltkrieg lebte Maisters zunächst im Ghetto Riga. Ab 1943 war Maisters im KZ Riga-Kaiserwald untergebracht, das wegen des Vorrückens der Roten Armee im September 1944 „evakuiert“ wurde und die Gefangenen ins KZ Stutthof  östlich von Danzig kamen.
Im Dezember 1971 reiste er mit seiner Frau und seinem Sohn nach Israel aus. 

## Weblink
- Lebenslauf bei kazhe.lv (lettisch)

| Personendaten    | Personendaten             |
| ---------------- | ------------------------- |
| NAME             | Maisters, Berls           |
| KURZBESCHREIBUNG | lettischer Fußballspieler |
| GEBURTSDATUM     | 15. März 1919             |
| GEBURTSORT       | Skaistkalne, Lettland     |
| STERBEDATUM      | 16. Juni 1998             |
| STERBEORT        | Israel                    |